# ワイルド・スピード MEGA MAX
『ワイルド・スピード MEGA MAX』（ワイルド・スピード メガ・マックス、原題: Fast Five）は、2011年公開のアメリカ合衆国のカーアクション映画。ワイルド・スピードシリーズ第5作。今作のおもな舞台はブラジル・リオデジャネイロ。
前作『ワイルド・スピード MAX』（2009年）に引き続きストリートレースやカーマニアの要素は徐々に排されており、また、過去の作品で主人公と協力関係を結んでいた人物が多く再登場していることもあってチームアクション的な性格が強調されている。
2011年4月29日に北米で公開され、日本では正規公開日前の2011年9月23,24,25日の3日間に全国東宝洋画系にて先行ロードショーが行われた。

## あらすじ
裁判で懲役25年の判決を言い渡され護送されるドミニク・トレットであったが、その護送車を複数の車が取り囲む。相棒のブライアン・オコナー、妹のミア・トレットらの手引きにより護送車からの脱出に成功し逃亡したドミニクと、それを幇助したブライアン、ミアは国際指名手配されることとなった。
ブラジル・リオデジャネイロに逃亡したブライアンとミアは、そこでかつての仲間ヴィンスと再会。ヴィンスから仕事を持ちかけられ、麻薬取締局が押収した車を盗むことになる。その仕事には別れて逃亡していたドミニクも参加しており、3人は再会を喜ぶ。走る列車の貨物車から車を運び出した一団であったが、仕事を持ちかけてきたヴィンスの仲間が突然襲いかかり、ブライアンとドミニクは捕らえられてしまう。
捕らえられた2人の前にエルナン・レイエスという男が現れ、ミアとともに消えたフォード・GT40の行方を聞き出そうとする。レイエスの脅迫をやり過ごし、なんとかミアのもとへ帰還した2人は、GT40に搭載されたカーナビゲーションのチップの存在に気づく。そこには悪徳実業家としてリオを牛耳るレイエスの闇金の流れが記録されていたのであった。
その頃、姿を現したドミニクとブライアンを追ってアメリカ外交保安局（DSS）の捜査官ルーク・ホブスがリオに降り立った。ホブスは現地での通訳兼追加捜査員としてエレナ・ネベスを指名する。エレナは土地鑑を活かしてドミニクたちの行方を特定、翌朝ドミニクたちを急襲する。そこへ同じくドミニクたちを追うレイエスの部下たちも現れ、3者が入り乱れる銃撃戦に発展。辛くも2者の追跡を振り切った後、ミアは2人にブライアンとの子供を身籠ったことを打ち明ける。新たなファミリーの誕生を喜んだその夜、ブライアンはドミニクに新たに生まれる子供のためにも犯罪から足を洗いたいと相談する。ドミニクは妹家族が平穏に暮らすため、「最後の仕事」としてレイエスの闇金1億ドルを強奪することを計画する。
計画遂行のためにはチームが必要であった。マイアミでブライアンとコンビを組んだローマン・ピアースとそのサポート役を担ったテズ・パーカー、ドミニカでドミニクとガソリン強盗をしていたハン・ソウルオー、テゴ・レオ、リコ・サントスに、元麻薬組織員のジゼル・ヤシャールと、かつての2人の仕事仲間たちがリオに集結する。
10ヶ所に及んで隠されている金を全て奪うという計画の無謀さに呆れるファミリーだったが、ドミニクの計画はまず1ヶ所を襲い、あえて「他も襲う」と宣戦布告することで散在する金を最も厳重な1ヶ所に集めさせるというものであった。ドミニクらの襲撃を伝え聞いたレイエスはドミニクの思惑通り、金を1ヶ所に集めるよう部下に指示する。しかし、その「1ヶ所」とはなんとレイエスに買収されたブラジル警察署内の巨大金庫であった。ラジコンによる潜入、監視カメラのクラッキングなどにより、厳重な監視網を突破する方法を模索するファミリー。高性能の監視カメラを振り切るため、警察署内において「透明な車」となる即ち警察車両を強奪して準備を整えていく。
一方、ホブス、エレナらは、1件目の強盗の捜査からドミニクのダッジ・チャージャーの情報と新たに集まったファミリーの入国を掴んでいた。情報を掴まれていることに気づいたドミニクらは、ストリートレース会場にホブスらを誘き寄せ、ドミニクがホブスを挑発する間にテズが装甲車に発信機をつける。ブラジルのレーサーたちに囲まれたホブスらは形勢不利と判断し一旦引き下がる。
決行前日、市場にいたミアをレイエスの部下が襲う。しかし、そこへヴィンスが駆けつけ、無事にファミリーのもとへ送り届ける。レイエスの部下と組み、事実上仲間を裏切ったとしてドミニクに見捨てられていたヴィンスだったが、再びファミリーに戻り計画に加担。その夜、ファミリーは計画成功祈願とミアの妊娠祝いの杯を交わす。
計画当日、発信器の位置情報からホブスらが街の反対側にいると見たファミリーたちは出発の準備を進めるが、そこへホブスらが突入する。ホブスは発信機の存在に気づいており、さらにそれを逆手にとってファミリーのアジトを特定したのだった。あえなく捕縛されてしまったファミリーだったが、連行中、計画を知ったレイエスの部下たちの襲撃に遭い、ホブスのチームが全滅してしまう。ドミニクらの助けによって一命を取り留めたホブスは、部下を殺したレイエス、そしてそのレイエスとの癒着に甘んじるブラジル警察への怒りからファミリーへの協力を決意する。
警察車両を盗んだことから計画が知られたため、既に立てていた計画は使えない。まず、ホブスの装甲車で警察署に正面から突撃し、駐車場と壁を隔てて隣接する証拠品倉庫にある金庫まで辿り着く。金庫を牽引リールで繋いだドミニクとブライアンは、それぞれ運転する二台のチャージャーSRT-8で金庫を引っぱり出し、そのまま金庫を引きずりながらリオの市街を駆け抜け警察やレイエス一味とのカーチェイスを繰り広げる。ファミリーのサポートもあって大勢の追っ手を振り切りレイエスを倒した2人に対し、ホブスは少しの猶予を約束し再戦を誓い合う。
無事1億ドルを手に入れたファミリーは、やがて思い思いの人生をスタートさせる。これを最後に足を洗うと決めたブライアンはドミニクとの最後のレースに挑むのであった。
ミッドクレジット。DSS本部のホブスの元にFBI捜査官のモニカ・フェンテスが現れる。モニカが持参したベルリンでのハイジャック事件の捜査資料には、死んだはずのレティ・オルティスの資料が挿入されていた。

## 登場人物

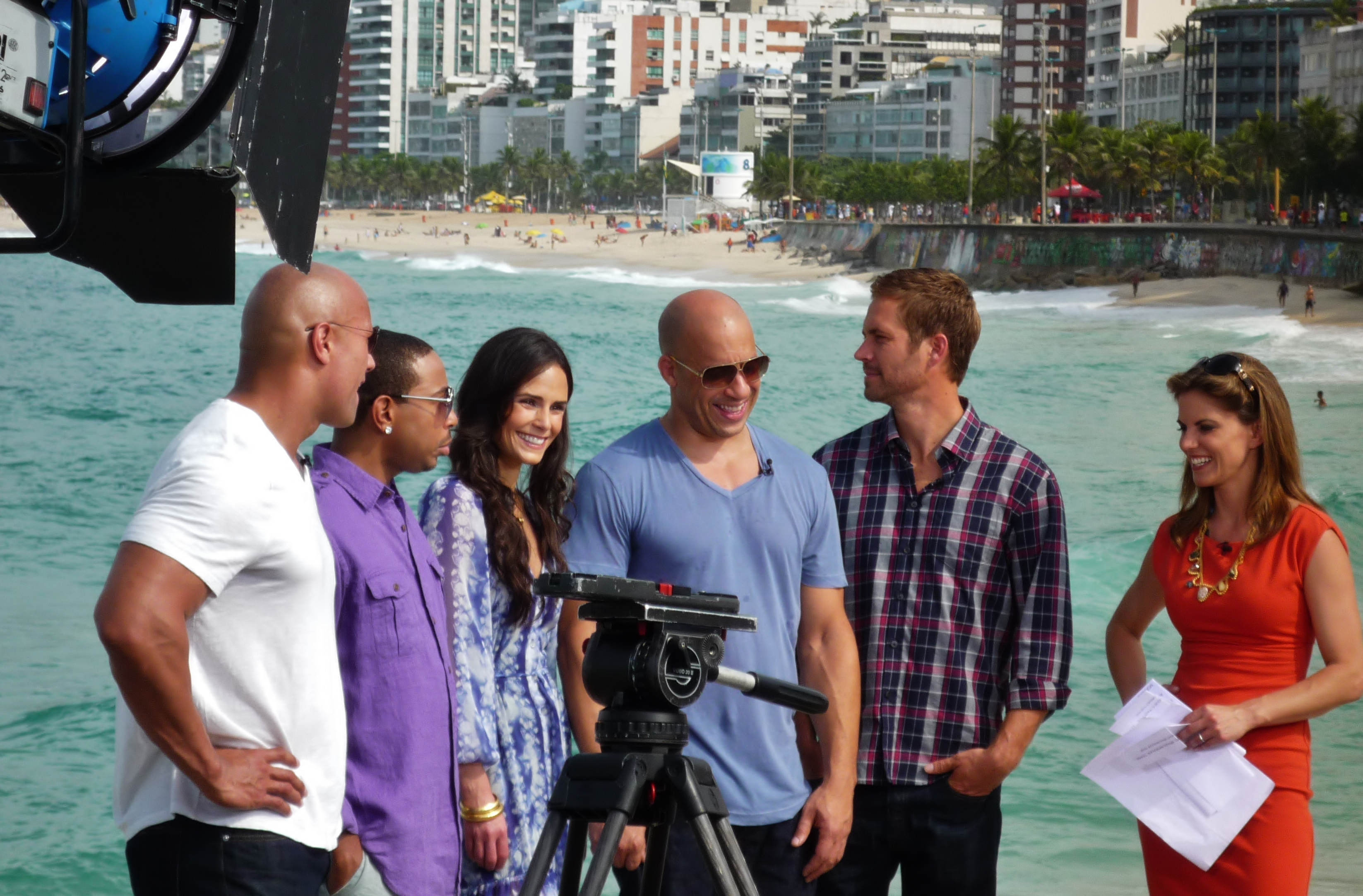
リオデジャネイロにてインタビューに答える出演者たち

ドミニク・トレット（愛称：ドム）
主人公で、超一流の運転技術を持つ凄腕ドライバー。アメリカでトラック強盗犯のリーダーを務めていた過去がある。人を惹き付ける不思議なカリスマ性を持ち、自らの仲間を「ファミリー」として大切にしている。
護送車から逃走して国際指名手配犯となる。リオに逃げブライアン、ミアとともにかつての仲間ヴィンスから引き受けた仕事をきっかけにレイエスの闇金の存在に気づくこととなる。
作戦成功後、ヴィンスの山分け分を彼の遺族に渡している。
ブライアン・オコナー（愛称：ブライアン）
もう1人の主人公。元ロス市警、元FBI捜査官という経歴があるが、いずれもドミニクに協力したことで立場を追われている。
前回、ブラガの逮捕に大いに貢献したにもかかわらず懲役25年の実刑を受けたドミニクを護送車から拐って逃走したためにドムと同じく国際指名手配となる。
ミアに妊娠を告げられた際には、父親と過ごした記憶がないため自分がどんな父親になったらいいかと不安に駆られると同時に、ミアと子供のために真っ当な生活をしようと足を洗うことを決意する。
ミア・トレット（愛称：ミア）
ドミニクの妹であり、ブライアンの恋人。ブライアンとともにドミニクの脱走を手伝ったために2人と同じく国際指名手配を受ける。ブライアンとの子供を妊娠している。
今回を最後に足を洗うことを決意した2人に協力するため、無線でドムたちを誘導する形で自らも現金強奪計画に参加する。
ヴィンス
ロスでドミニクと組んでいたかつての仲間。現在はブラジルで生活しており、妻のローザ、息子のニコとともに暮らしている。
ブラジルに逃げてきたブライアンたちを匿い仕事を与えるが、仲間の裏切りに遭ってしまいドミニクたちを危険にさらしてしまう。さらに、その事でドミニクから疑惑の目を向けられてしまったことで過去の不満が爆発し口論になってしまう。しかし、レイエスの部下に追われるミアを助けたことで再びファミリーに戻ることとなる。
ホブスに捕縛された後、レイエスの部下の急襲に遭った際に腹部を撃たれ、ドムに息子に会ってくれという言葉を伝え、息を引き取る。
ローマン・ピアース（愛称：ローマン）
マイアミでブライアンと潜入捜査をしたブライアンの幼馴染み。饒舌なペテン師、腕のたつドライバーとして今回ブライアンからの招集に応じる。
相変わらずのおしゃべりで、いつどこでもしゃべりまくってはジョークを飛ばしている。
テズ・パーカー（愛称：テズ）
ブライアンのマイアミ時代の仲間。電子機器に精通するメカニックとして参加。同じ黒人のローマンとは仲がいいものの、いろいろと張り合っている。
金庫の裏稼業にも通じており、レイエスの金庫を破った。
ハン・ソウルオー（愛称：ハン）
ガソリンを強奪していた頃のドミニクの元仲間。ドライバーとしてはもちろん潜入技術の高さを受けて招集される。逃走ルートの監視カメラに写らない走行方法の調査や、レイエスの監視をジゼルと共に行う。また、今回ジゼルと一緒に仕事をするうちにお互いに惹かれ合う。
常に何かしらのスナック菓子を口にしているが、このことからかつてヘビースモーカーであったが現在は禁煙中であることをジゼルに見破られている。
姓の「ソウルオー」は劇中に登場したFBIデータベースから判明。
ジゼル・ヤシャール
かつてアルトゥーロ・ブラガの部下だった女性。今回ドミニクの誘いを受けなんでも屋として現金強奪に参加する。
銃の扱いから元軍人でモサドの隊員であったことをハンに看破されるも、ハンが軍人だったことを見抜き返す。お互いに似た境遇だったこともあり、徐々に惹かれ合う。
レイエスに近づき、金庫を開ける鍵となるレイエスの掌紋を「女の武器」を使って入手する。
テゴ・レオ
常に相棒のサントスと罵り合っている。ドミニクの脱走に協力する。サントスとともに、敵の内部の情報を手に入れるためにどんな壁でも越えられる偵察役として参加する。料理が下手。
リコ・サントス
常に相棒のレオと罵り合っている。ドミニクの脱走に協力する。レオとともに、敵の内部の情報を手に入れるためにどんな壁でも越えられる偵察役として参加する。よくネガティブな発言をする。
エルナン・レイエス
リオの全てを牛耳る悪徳事業家。スラムの住人から警察権力までを手中に収めている。
支配のモデルケースとしてポルトガルのブラジル植民地化を挙げており、力で征服するのではなく、人々にとって欠かせない存在となることで力を高めていった。
ルーク・ホブス
アメリカ外交保安部（DSS）の捜査官。国際指名手配犯のドミニクたちを逮捕するためにブラジルに入国する。筋骨隆々の見た目とは裏腹に長年の経験により捜査知識も豊富。状況を的確に判断し、ドミニクたちを追い詰めたり、汚職まみれのブラジル警察の中で裏切らない人物を見抜き、エレナを仲間にするなど経験と実戦で培ってきたその実力は確かなもの。
その屈強な肉体の通り格闘術にも精通しており、ドミニクと互角以上の勝負を繰り広げる。一度はドミニクたちを逮捕したが、レイエスの部下の襲撃に遭い部下を殺されてしまう。危機に陥ったところをドミニクの仲間に救われ、ブラジル警察の腐敗に怒りを爆発させたホブスは、ドミニクに協力する決意をする。
エレナ・ネベス
ブラジル警察の新人警官。通訳としてDSSに加わる。昔、警察官だった婚約者が汚職警官の仲間のせいで亡くなっており、汚職を憎んでいる。
バラックでの追走劇にて、ドミニクが落としたネックレスを拾い身につけていたところをドミニクに見られ、やがて訪ねてきたドミニクと自宅にて邂逅。ドミニクが自身と似た境遇にあることを知り、ドミニクの身を案じるようになる。
モニカ・フェンテス
ミッドクレジットシーン中に登場。かつてブライアンやローマンと共に潜入捜査をしていたFBI捜査官。ブラジルでの事件後、アメリカに戻ったデスクワーク中のホブスのもとに「面白いネタ」として、死んだはずのレティの写真が載った資料を持って現れる。
ローザ
ヴィンスの妻。彼がリオへ流れ着いたときに庇ったことから、家族になった。ミアが妊娠していることにいち早く気づいた。
ディオゴ
ブラジルのストリートレースの支配人。ドムのチャージャーと勝負し、愛車である996を引き渡す。

## キャスト
| 役名                 | 俳優                               | 日本語吹き替え | 日本語吹き替え |
| 役名                 | 俳優                               | 劇場公開版     | 機内上映版     |
| -------------------- | ---------------------------------- | -------------- | -------------- |
| ドミニク・トレット   | ヴィン・ディーゼル                 | 楠大典         |                |
| ブライアン・オコナー | ポール・ウォーカー                 | 高橋広樹       | 尾崎英二郎     |
| ミア・トレット       | ジョーダナ・ブリュースター         | 園崎未恵       |                |
| ジゼル・ヤシャール   | ガル・ガドット                     | 東條加那子     |                |
| ルーク・ホブス       | ドウェイン・ジョンソン             | 小山力也       |                |
| ハン・ソウルオー     | サン・カン                         | 三戸崇史       |                |
| ローマン・ピアース   | タイリース・ギブソン               | 松田健一郎     |                |
| エレナ・ネベス       | エルサ・パタキー                   | 武井咲         |                |
| ヴィンス             | マット・シュルツ                   | 相沢まさき     |                |
| テズ・パーカー       | クリス・“リュダクリス”・ブリッジス | 渡辺穣         |                |
| ジジ                 | マイケル・アービー                 | 志村知幸       |                |
| ローザ               | ジェアマリー・オソリオ             | 浅野まゆみ     |                |
| テゴ・レオ           | テゴ・カルデロン                   | ピストン西沢   |                |
| リコ・サントス       | ドン・オマール                     | 吉村昌広       |                |
| エルナン・レイエス   | ジョアキム・デ・アルメイダ         | 有本欽隆       |                |
| ディオゴ             | ルイス・ダ・シルバ                 | 佐藤せつじ     |                |
| モニカ・フエンテス   | エヴァ・メンデス（カメオ出演）     | 日野由利加     |                |
| 翻訳                 | 岡田壯平                           | 松崎広幸       |                |

- 劇場公開版 - DVD・BD収録

その他吹き替え：浦山迅、松本大、飯島肇、勝杏里、川原慶久、遠藤大智、かぬか光明、木下紗華、石田嘉代、後藤光祐、石住昭彦
字幕翻訳：岡田壯平　吹替翻訳：松崎広幸

## 登場車両

### 米国車
ダッジ・チャージャー 1970年式
ドミニクの愛車であり、前作のラストに繋がる冒頭からブライアンが運転して登場している。
リオでの個体は外装が異なり、ボディカラーはつや消しグレー。劇中では終盤にホブスのグルカに突っ込まれ潰されてしまう。
また、冒頭でブライアンが運転していたものと、リオでの物は別個体と思われる。
ポンティアック・ファイヤーバード Trans Am 1978年式
冒頭よりレオとサントスが搭乗、ボディカラーは黒。
シボレー コルベットグランドスポーツロードスター（C2） 1966年式
列車から盗まれた伝説の三台の内の一台。ドミニクとブライアンが列車から逃れようとして、崖下の運河に落ちてしまう。ボディカラーはシルバー。　
フォード・GT40 1966年式
列車から盗まれた伝説の三台の内の一台。レイエスの隠し金庫の位置が示されたカーナビゲーションシステムが積まれていた。ミアの運転で隠れ家へ運搬される。ボディカラーは二本のストライプにダークブルー。
シボレー・ノヴァ
ボディーカラーは金色。70年式チャージャーの隣に停車してる所一瞬だけ映っている
フォード・ギャラクシー 500 XL 1963年式
テズの愛車。メンバー召集シーンとラストシーンに登場。
フォード・マーベリック 1971年式
中盤のほんの数秒のみ、ハンの運転により登場。
シボレー・サバーバン 2001年式
ホブスの部下が搭乗。ボディカラーはつや消しグレー。
ダッジ・ポリスチャージャー 2011年式
金庫強奪計画で、ドミニク、ブライアン、ローマン、ハンが警察署から4台盗み出し、ドラッグレースをした。
ただし、ドミニクとブライアンを助けにハンとローマンが運転している時はニトロを搭載している。
ダッジ・チャージャー SRT-8 2010年式
終盤で警察署にある金庫を持ち出すため、ドミニクとブライアンが2台で引っ張り出した。ニトロを装備している。ボディカラーはつや消し黒。そのうちドミニクが運転する一台は、橋の上でレイエスが乗ったトゥアレグにつっこみ、潰してしまう。
ダッジ・チャレンジャー SRT-8 2011年式
ドミニクの愛車でラストシーンでブライアンの隠れ家に行くシーンで登場。その後、エンディングでブライアンのGT-Rとバトルした。ボディカラーは黒。

### 日本車
アキュラ・NSX
冒頭で護送車を襲うのにミアが使用した。ボディカラーは黒。ホンダロゴが入ったJDM仕様。
日産・スカイラインGT-R（KPGC10） 1972年式
ブライアンとミアがリオに逃亡するために乗っていた車。スラム街を走っていた際にバンプが多かったため、少し固めの足回りだと思われる。ボディカラーは黒。フロントガラスに日本の古い車検ステッカーが貼ってある。
日産・370Z 2009年式
日本名フェアレディZ （Z34）。防犯カメラ回避練習シーンで登場。ジゼルが運転した。ボディカラーはカーボンボンネットにシルバー。米国AEパフォーマンスにてチューニングされている。
スバル・WRX STI（GVB型） 2011年式
防犯カメラ回避練習シーンで登場。ハンが運転した。ボディカラーはシルバー。
トヨタ・スープラ（JZA80） 1993年式
防犯カメラ回避練習シーンで登場。柱に衝突してしまう。
ナイトレースでもエンジンルームのみの登場している。ボディカラーは黒。
レクサス・LFA 2010年式
ラストシーンでハンとジゼルが搭乗。
日産・GT-R（R35） 2010年式
ブライアンの愛車。ボディーカラーはシルバー。ラストシーンで登場しエンディングでドミニクのチャレンジャーとバトルする
トヨタ・ランドクルーザー
レイエスの部下が搭乗。

### 欧州車
ポルシェ GT3RS 996型 1999年式
ドミニクとブライアンがディオゴとの賭けレースで手に入れた車。防犯カメラ回避練習の車で登場。ボディカラーは水色で横にGT3RSとペイントされている。
デ・トマソ パンテーラ 1972年式
列車から盗まれた伝説の三台の内の一台。ヴィンスが運転した。ボディカラーは黒。
フォルクスワーゲン・トゥアレグ 2004年式
2台登場し、レイエス、ジジらが搭乗。ボディカラーはつや消し黒。終盤の橋の上で1台はドミニクのチャージャーが引っ張っている金庫に吹っ飛ばされ、レイエスとジジが搭乗するもう1台はチャージャーと正面衝突する。
ケーニグセグ・CCXRエディション 2010年式
ラストシーンでローマンとテズが所持。ボディカラーはどちらもカーボン仕様で世界に4台しかない。監督のオーディオコメンタリーによると実際のオーナーから借りて撮影したとのこと。
その他
ARMET ARMORED VEHICLES GURKHA LAPV / アーメット・アーマード・ビークル・グルカ・LAPV
ホブスの専用車として、アメリカから輸送機で運ばれてきた。リオデジャネイロ警察署の地下駐車場の壁に突撃し、金庫室の壁に穴を開ける役割を担った。
モーターコーチインダストリーズ・MC-9
序盤でドミニクが乗っていた囚人護送バス。ブライアンたちに横転させられ大破。
マック・MR
ゴミ収集トラック。金庫強奪計画の終盤でレイエスの金庫を練習用に使用していた空の金庫にすり替えるシーンで登場。ジゼルが運転。
ドゥカティ・ストリートファイター S 2010年式
ジゼルのバイク。
ファスト・ファイブ ヘイスト・トラック
その名の通り本作の伝説の三台強奪シーンに登場したトラック。数台作られた内二台は後に改造され、『デス・レース3  インフェルノ』でそれぞれネロとジョーカーの車として使用された。

## 製作
2010年2月にシリーズ5作目を制作することが判明し、翌3月にはプロデューサーのニール・H・モリッツが同年夏にブラジル、プエルトリコ、ロサンゼルス、アトランタでの撮影を予定しているとインタビューで答えた。2010年11月9日に主要撮影が完了した。
ヴィン・ディーゼルには出演料とプロデューサー料として1500万ドルが支払われている。

## 宣伝
2010年12月14日、ヴィン・ディーゼルのFacebookページにて予告編やスチール写真が公開された。翌15日には特別映像が世界同時解禁となった。

## 評価

### 興行収入
北アメリカでは、木曜日のレイトショーで380万ドルを稼ぎ出した。公開初日には、3440万ドルの売り上げ（木曜日のレイトショー分を含む）、『ワイルド・スピード MAX』の3060万ドルを超えてシリーズ最高の滑り出しとなった。初週末3日間の興行収入はシリーズ最高となる8620万ドルであり、また、ユニバーサル・ピクチャーズ作品としても最高初動記録となった。更に、4月公開作品としても歴代1位で、スプリング・シーズン作品としても『アリス・イン・ワンダーランド』（1億1610万ドル）に次いで歴代2位の初動成績を記録している。
北米以外での公開初日は、イギリスで210万ドル、韓国で57万ドル、ニュージランドで26万ドルを稼いでいる。オーストラリアでは公開後3日間で700万ドルを稼いでいる。北米以外全世界での初週末興行収入は2400万ドルを稼いでいる。2週目の週末には新たに10市場で公開され、北米以外で総計4530万ドルを稼いでいる。

### 批評家の反応
批評家からはおおむね好評を得ており、2011年5月2日時点でMetacriticでの点数は69点となり、Rotten Tomatoesでは146のレビュー中79%がフレッシュとなっている。
ロジャー・イーバートは4つ星満点で3つ星を与え、「俳優たちが真面目な顔で不合理なことをし、物理の法則を玩具にしたアクション・シーンが巧みに集められた130分」と称賛した。『ニューヨーク・タイムズ』では、アクションとユーモアが上手く融合していると評され、「あなたが画面を見ていない唯一の時は、激しく笑って目を閉じてしまった瞬間だ」と記述している。

## テレビ放映
| 回数 | 放送局     | 番組名             | 放送日        | 放送時間      | 放送分数 | 吹替版     | 平均世帯 視聴率 | 備考 |
| ---- | ---------- | ------------------ | ------------- | ------------- | -------- | ---------- | --------------- | ---- |
| 1    | テレビ朝日 | 日曜洋画劇場       | 2014年6月29日 | 21:00 - 23:10 | 130分    | 劇場公開版 | 11.4%           |      |
| 2    | テレビ朝日 | 日曜洋画劇場       | 2016年5月15日 | 21:00 - 23:10 | 130分    | 劇場公開版 | 8.5%            |      |
| 3    | フジテレビ | 土曜プレミアム     | 2019年7月6日  | 21:00 - 23:10 | 130分    | 劇場公開版 | 7.6%            |      |
| 4    | テレビ東京 | 午後のロードショー | 2025年3月6日  | 13:40 - 15:40 | 120分    | 劇場公開版 |                 |      |